# Platja de la Paloma
La platja de la Paloma també anomenada Platja de la Paloma o Esteiro està situada en el concejo asturià de Tàpia de Casariego. Forma part de la Costa Occidental d'Astúries i presenta protecció mediambiental per estar catalogada com ZEPA i LIC.

## Descripció
Presenta forma triangular. Els seus arenals estan formats per sorra fina, daurada i rodada de manera que és bastant còmode caminar per ella. És una platja d'assistència massiva i en aquest cas cal considerar-la com d'«alt risc». Els accessos rodats són fàcils i es pot deixar al vehicle a menys de 500 metres. Es tracta d'una platja de 200 metres de longitud amb sorra blanca i una amplària mitjana de 50 metres. Està envoltada de diverses cales les quals s'uneixen amb la platja principal en període de baixamar.
És la segona platja en importància del Tàpia de Casariego i els nuclis urbans més propers són El Calambre, Retela i el propi Tàpia ja indicat. El seu accés més normal és per la carretera N 634 en direcció a Galícia i una vegada passat l'encreuament de Rapalcuarto es pren l'encreuament següent cap a la dreta. La platja de la Paloma és bastant tranquil·la els dies laborables i la travessa el riu Esteiro. Per passar a l'altre costat de la platja, o bé es mulla un una mica en travessar el riu o es remunten unes llomes de sorra on hi ha un petit pont.
Quan hi ha grans baixamars s'uneix a la Platja de la Reburdia la qual està a l'oest de la «punta Anguileira».
Té un càmping proper, equip de vigilància, neteja i aparcament. Per a l'activitat de surf té la categoria 3.